# NGC 1399

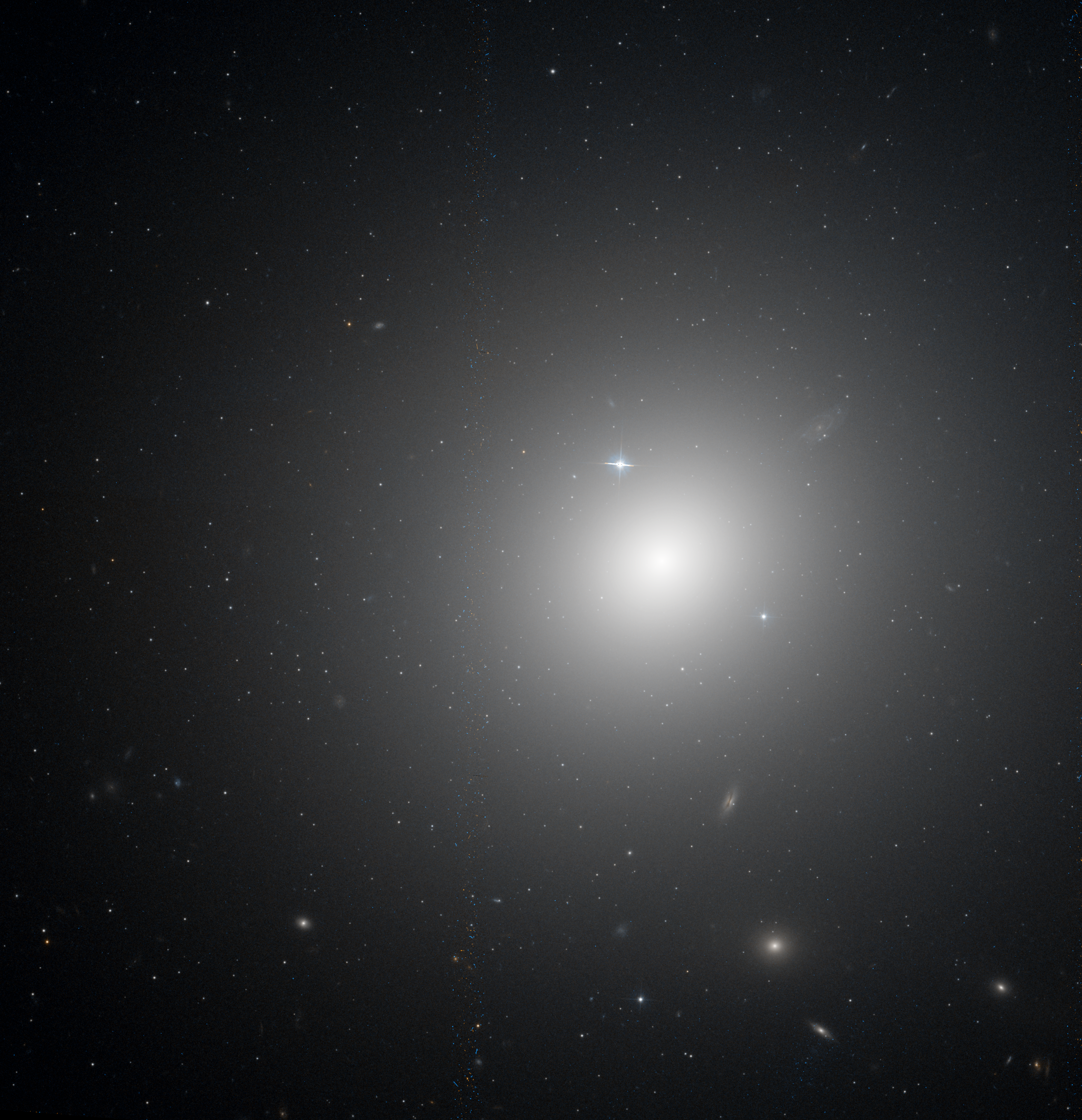
NGC 1399 par le télescope spatial Hubble.

NGC 1399 est une très vaste galaxie elliptique située dans la constellation du Fourneau. NGC 1399 a été découverte par l'astronome écossais James Dunlop en 1861. Il est possible que ce soit plutôt l'astronome britannique John Herschel qui ait découvert cette galaxie en 1835.

## Caractéristiques
NGC 1399 est une galaxie active de type Seyfert 2 qui arbore un jet de matière source d'ondes radio.

### Distance
Sa vitesse par rapport au fond diffus cosmologique est de 1 332 ± 8 km/s, ce qui correspond à une distance de Hubble de 19,7 ± 1,4 Mpc (∼64,3 millions d'al).
À ce jour, 91 mesures non basées sur le décalage vers le rouge (redshift) donnent une distance de 17,711 ± 3,768 Mpc (∼57,8 millions d'al), ce qui est à l'intérieur des valeurs de la distance de Hubble.

### Morphologie
NGC 1399 a été utilisée par Gérard de Vaucouleurs comme une galaxie de type morphologique E0 dans son atlas des galaxies,.

## Trou noir supermassif
Selon une étude réalisée auprès de 76 galaxies par Alister Graham, le bulbe central de NGC 1399 renfermerait un trou noir supermassif dont la masse est estimée à 4,8+0,7
−0,7 x 108 {\displaystyle M_{\odot }}.
Selon une autre étude basée sur l'observation par le télescope spatial Chandra du rayonnement X en provenance du centre de la galaxie NGC 1399 publiée en 2001, il y a un trou noir supermassif au centre de cette galaxie dont la masse est de 1,06 milliard de masses solaires.

## Groupe de NGC 1399

L'amas de galaxie du Fourneau, dont fait partie le groupe de NGC 1399, est un des plus proches amas de galaxies de notre propre groupe local de galaxies.

NGC 1399 est la plus grosse et la plus brillante galaxie d'un groupe qui porte son nom. Le groupe de NGC 1399 fait partie de l'amas du Fourneau et il comprend au moins 42 galaxies, dont NGC 1326, NGC 1336, NGC 1339, NGC 1344 (=NGC 1340), NGC 1351, NGC 1366, NGC 1369, NGC 1373, NGC 1374, NGC 1379, NGC 1387, NGC 1406, NGC 1419, NGC 1425, NGC 1427, NGC 1428, NGC 1437 (=NGC 1436), NGC 1460, IC 1913 et IC 1919. La désignation FCC 213 indique que NGC 1399 est un membre de l'amas du Fourneau dans le catalogue de Henry Ferguson,.